# 小行星60183
小行星60183（60183 Falcone）是一颗绕太阳运转的小行星，为主小行星带小行星。该小行星于1999年11月发现。
該小行星以義大利法官喬瓦尼·法爾科內命名。

## 轨道参数
小行星60183的轨道半长轴为433 273 734 km（2.8962148 UA），离心率为0.08。